# Protozantaena malagasica
Protozantaena malagasica är en skalbaggsart som beskrevs av Perkins 2009. Protozantaena malagasica ingår i släktet Protozantaena och familjen vattenbrynsbaggar. Inga underarter finns listade i Catalogue of Life.